# Czogolungma
Czogolungma – lodowiec górski typu dolinnego położony w górach Karakorum, w północnej części Pakistanu. Z lodowca wypływa rzeka Basha.
Dane liczbowe:
- powierzchnia: 330 km²[1]
- długość: 45 km[1]
- pole finowe na wysokości: 4600 m[1]